# Casuarina cunninghamiana

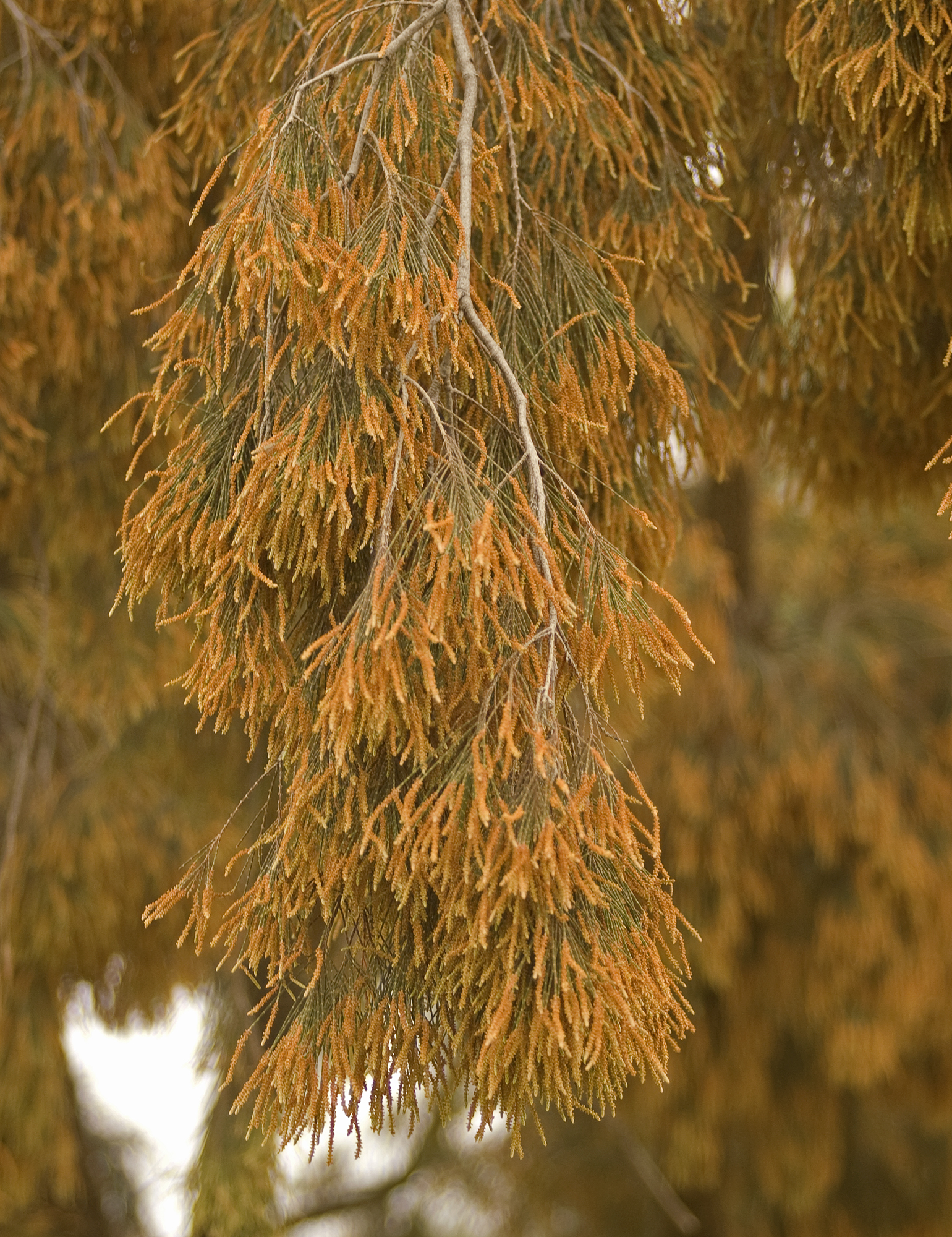
Flores masculinas de C. cunninghamiana ssp. cunninghamiana.

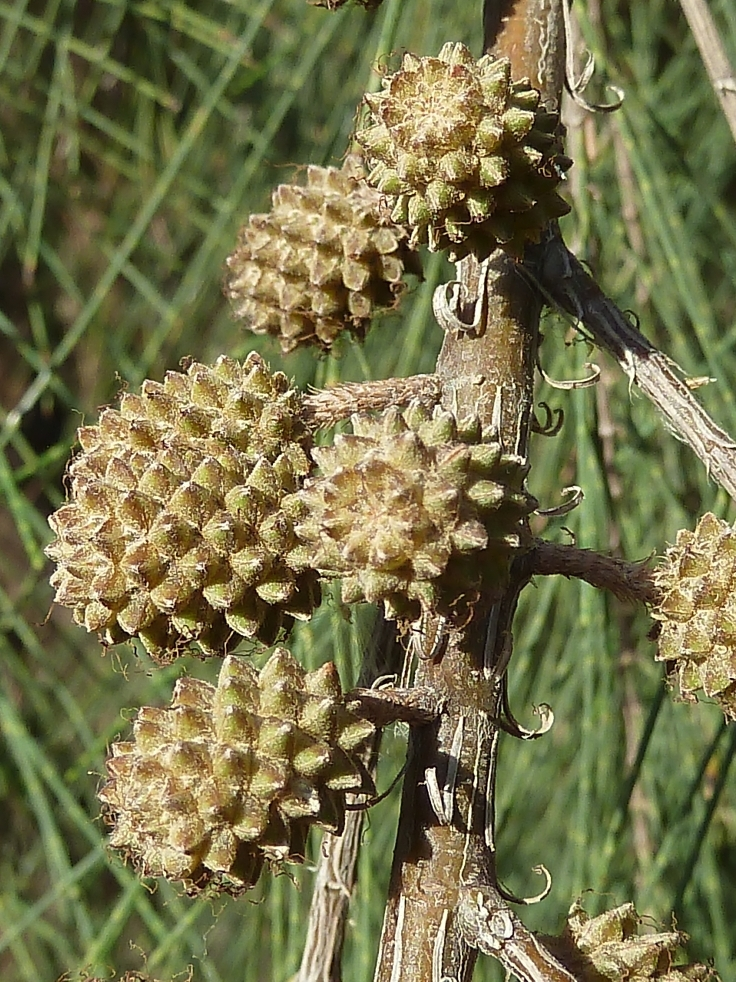
Frutos imaturos in situ

Casuarina cunninghamiana Miq. é uma espécie de mesofanerófito do género Casuarina da família Casuarinaceae. A espécie é originária do nordeste da Austrália, mas é actualmente cultivada como árvore ornamental na generalidade das regiões subtropicais e temperadas.

## Descrição
C. cunninghamiana é um mesofanerófito perene, de folhagem aciforme e fuste estreito, que atinge 10 a 35 m de altura com um diâmetro de copa até 10 m. O tronco é geralmente erecto, com um denso ritidoma acinzentado.
As flores agrupam-se em inflorescências racemosas contendo apenas flores de um único sexo. As flores masculinas são castanho-avermelhadas e as flores femininas avermelhadas. Os frutos são semelhantes cones globosos, semelhantes a pinhas, com cerca de 10 mm de diâmetro.
As sementes são pequenas, aladas, adaptadas a dispersão por anemocoria.
Na sua área de distribuição natural as árvores desta espécie preferem habitats soalheiros, nas margens de rios e zonas pantanosas. A presença da espécie é um factor importante na estabilização das margens dos rios e na prevenção da erosão do solo, tolerando solos secos e húmidos. A folhagem é facilmente ingerida pelo gado.
C. cunninghamiana tolera geadas até cerca de -8 °C e é amplamente usada como árvore de abrigo na constituição de cortinas cort-vento. Tolera bem o vento e adapta-se a áreas costeiras, tolerando a atmosfera salgada, razão pela qual C. cunninghamiana foi introduzida em múltiplas regiões para utilização em agrossilvicultura e como árvore ornamental.
São conhecidas duas subespécies:
- C. cunninghamiana subsp. cunninghamiana — um mesofanerófito de grandes dimensões, com até 35 m de altura, nativa do leste de New South Wales e nordeste de Queensland.[1][3]
- C. cunninghamiana subsp. miodon — pequena árvore, com até 12 m de altura, nativa da região de Daly River e Arnhem Land no Northern Territory e da costa do Golfo de Carpentária em Queensland.[1][3]

Casuarina cunninghamiana é considerada uma espécie invasora nas Everglades da Florida.